# Amerikaanse presidentsverkiezingen 1852
De Amerikaanse presidentsverkiezingen van 1852 gingen tussen de kandidaat van de Democratische Partij, Franklin Pierce en de Whig-kandidaat Winfield Scott.

## Nominaties
Bij de Whigs waren zittend president Millard Fillmore (gekozen als vicepresident, maar president geworden na het overlijden van Zachary Taylor), Winfield Scott en Daniel Webster kandidaat voor de nominatie. Tijdens de partijconventie die in 1852 in Baltimore werd gehouden kreeg Fillmore vooral de steun van de zuidelijke delegatieleden, terwijl Scott overwegend werd gesteund door de noordelijke fractie van de partij. Er moesten 53 stemmingen gehouden worden vooraleer Scott, die als generaal in de Mexicaans-Amerikaanse Oorlog had gediend, nipt met 159 stemmen tegen 112 de nominatie van de Whigs kreeg. Webster kreeg slechts 29 delegatieleden achter zich. William Graham werd aangesteld als Scotts running mate. Scott kon echter geen eenheid scheppen na de conventie en de partij was zodanig verdeeld dat zij kort na de verkiezingen uiteen viel.
De Democraten kenden een uitgebreid veld van kandidaten en tijdens de conventie zou Franklin Pierce als compromiskandidaat worden gekozen om samen met zijn running mate William Rufus King de strijd met Scott aan te knopen bij de algemene verkiezingen.
De Free Soil Party, die bij de verkiezingen van 1848 nog een vuist kon maken, nomineerde John Hale als kandidaat, maar zij vervulde ditmaal geen rol van betekenis.

## Presidentskandidaten

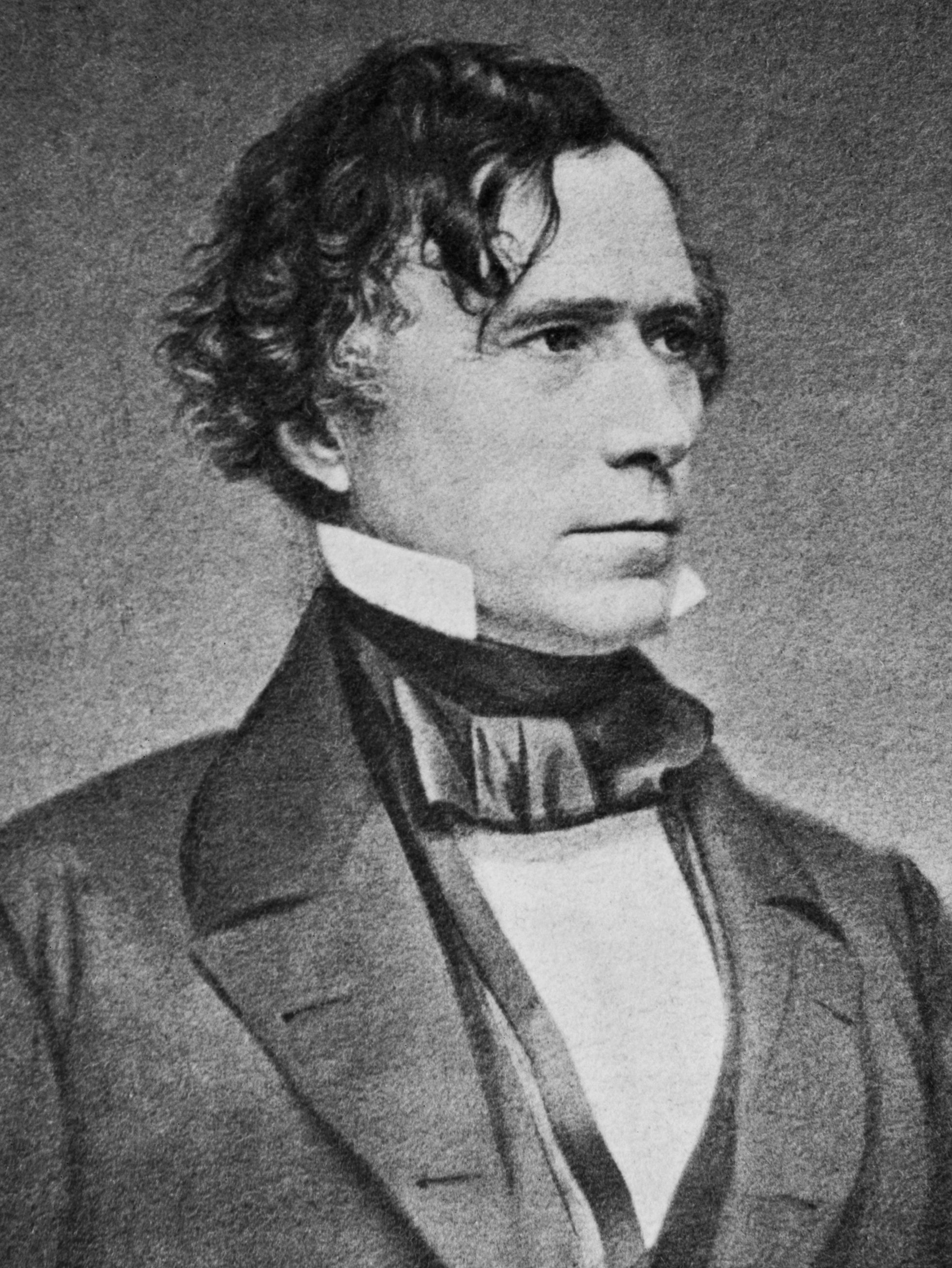
Voormalig Senator Franklin Pierce uit New Hampshire Democratische Partij
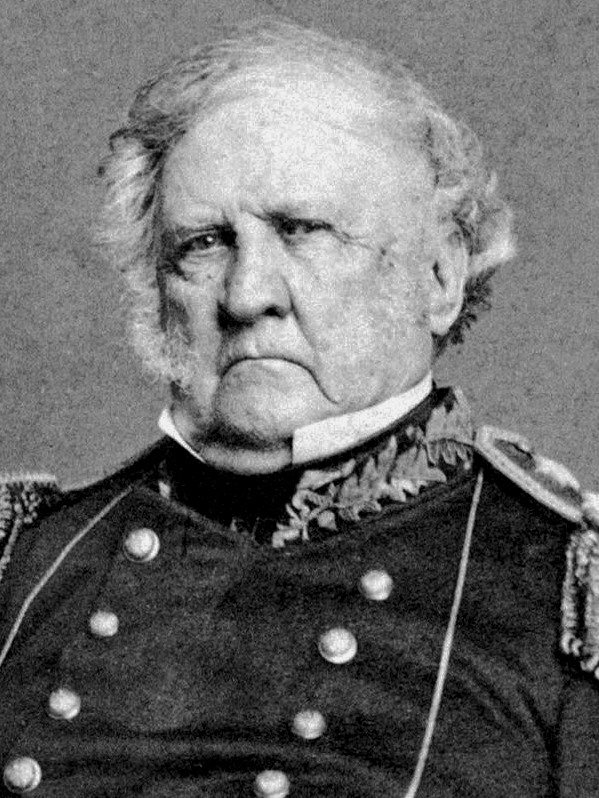
General Winfield Scott uit New Jersey Whig Partij

- Voormalig 
 Senator 
 Franklin Pierce 
 uit New Hampshire 
 Democratische Partij
- General 
 Winfield Scott 
 uit New Jersey 
 Whig Partij

### Vicepresidentskandidaten

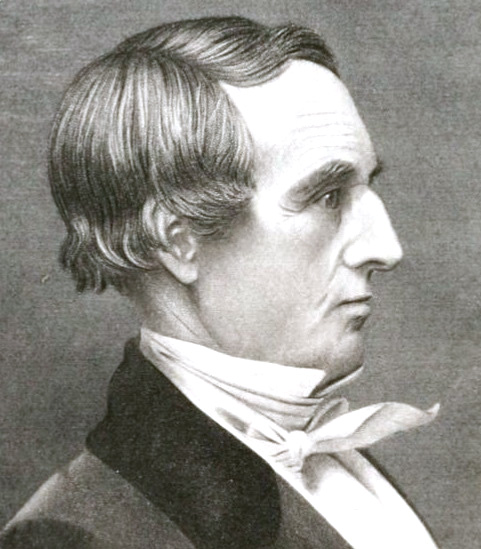
Senator William Rufus King uit Alabama Democratische Partij
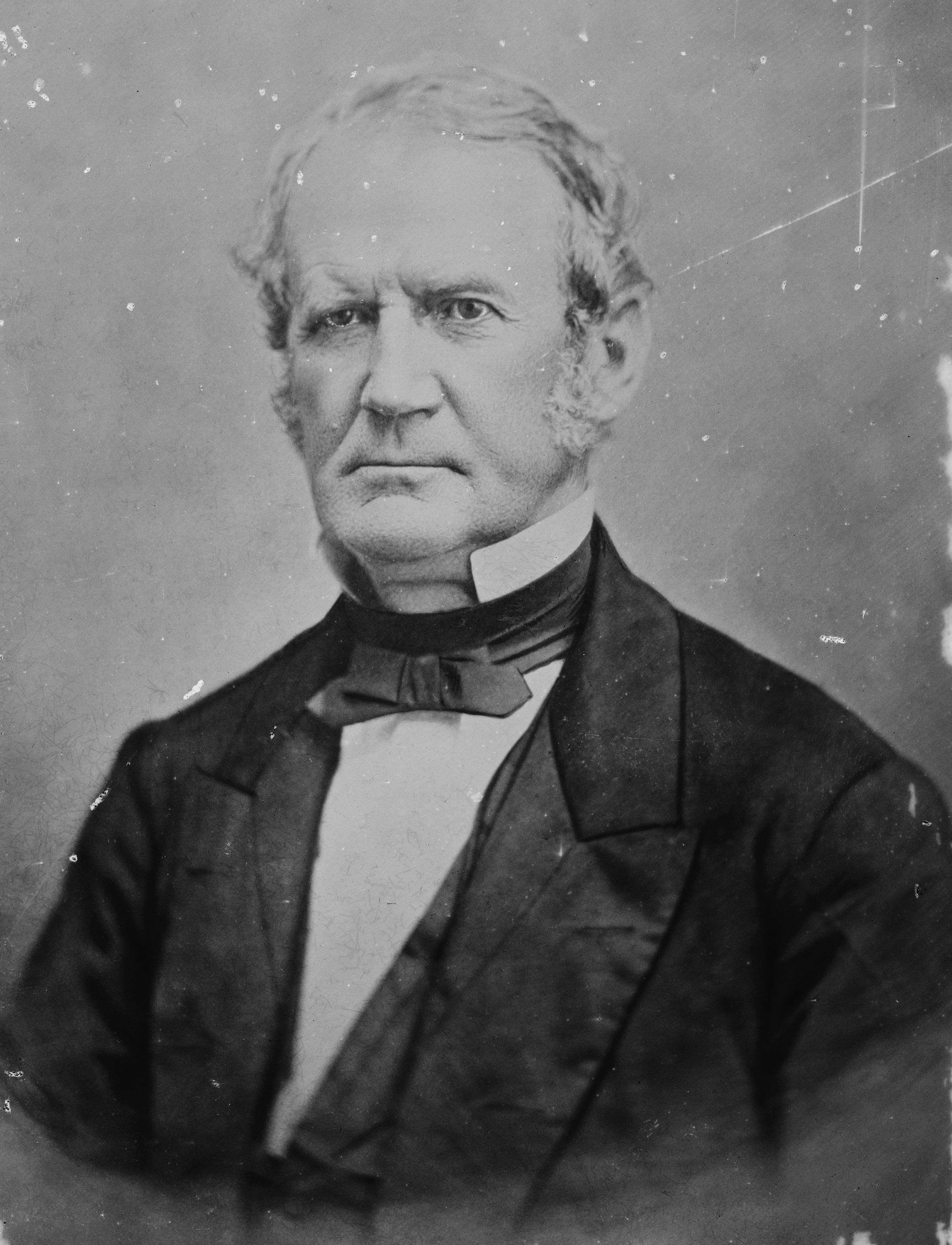
Voormalig Minister van de Marine William Graham uit North Carolina Whig Partij

## Campagne
Zowel de Democraten als de Whigs voerden een lusteloze campagne, die vooral op de man werd gespeeld. Nadat twee jaar voor de verkiezingen het Compromis van 1850 was aangenomen, was het conflict over de slavernij minder belangrijk geworden en waren er weinig beleidsverschillen tussen de twee partijen.

## Uitslag
Na telling van de stemmen bleek Pierce met minder dan 51% van de stemmen te hebben gewonnen tegenover 44% voor Scott. In het kiescollege echter was de uitslag duidelijker in Pierces voordeel en hij won hier met 254 tegen 42 kiesmannen. Scott wist alleen de staten Kentucky, Tennessee, Vermont en Massachusetts te winnen.
| Kandidaat       | Partij               | Stemmen   | Percentage | Kiesmannen | Running mate       |
| --------------- | -------------------- | --------- | ---------- | ---------- | ------------------ |
| Franklin Pierce | Democratische Partij | 1.605.943 | 50,8%      | 254        | William Rufus King |
| Winfield Scott  | Whig                 | 1.386.418 | 43,9%      | 42         | William Graham     |
| John Hale       | Free Soil Party      | 155.799   | 4,9%       | 0          | George Julian      |
| Overigen        |                      | 11.480    | 0,4%       | 0          |                    |
| TOTAAL          |                      | 3.159.640 | 100%       | 296        |                    |